# Federación de los Verdes (Italia)
La Federación de los Verdes (en italiano: Federazione dei Verdi, FdV) fue un partido italiano ecologista de izquierda fundado en 1990 y disuelto en 2021, cuando fundó Europa Verde junto a otras asociaciones de defensa del medio ambiente.

## Historia

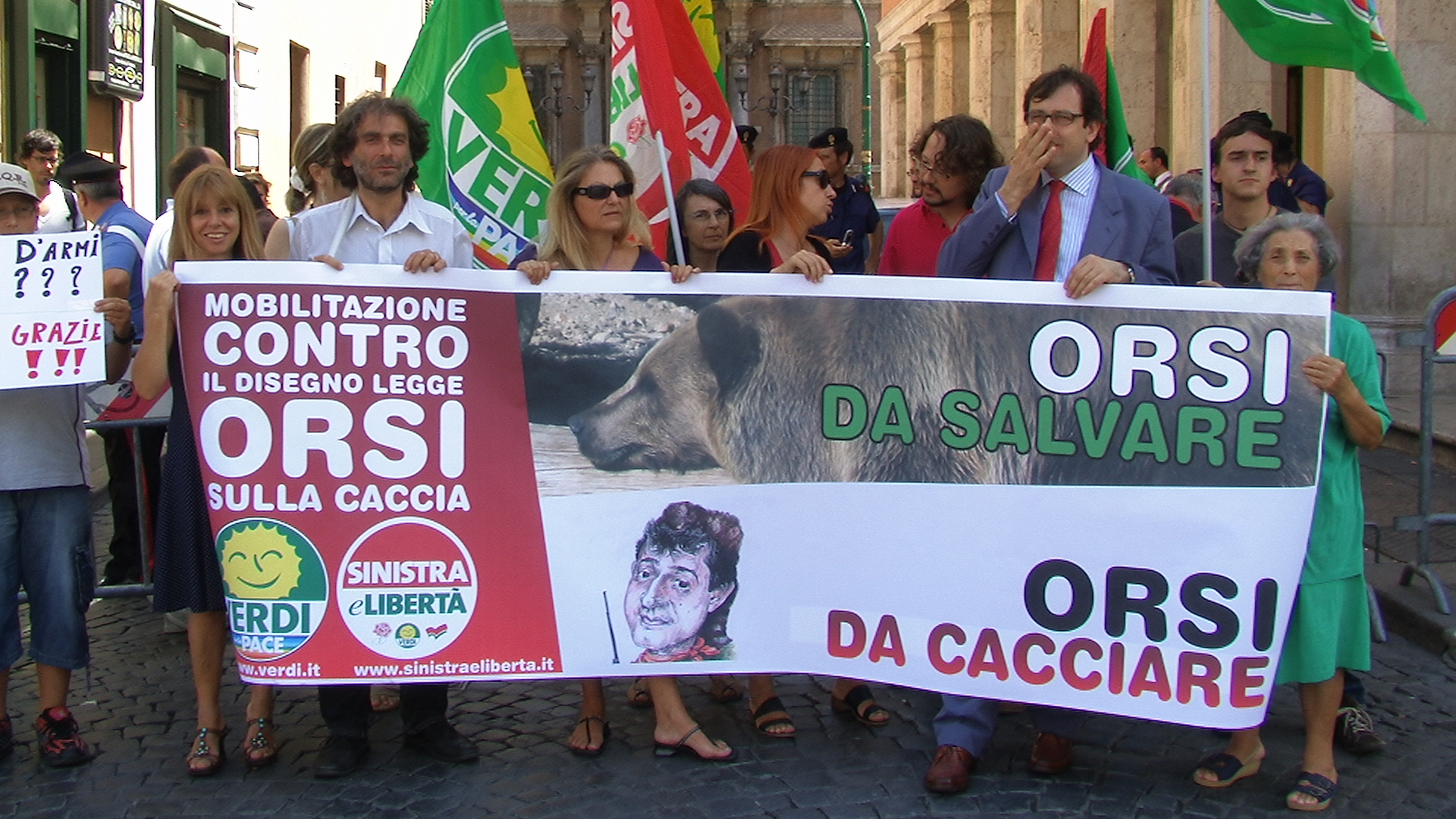
Manifestación contra la caza.2009

Este federación es el resultado de la fusión de la Federazione delle Liste Verdi propiamente dicha, y de los Verdi Arcobaleno que se presentaron por separado a las elecciones europeas de 1989 obtenido un total de 5 eurodiputados (3+2). En diciembre de 1990 se reunieron ambos grupo en Castrocaro (Emilia-Romaña) para formalizar la unión que ya se había realizado en el Parlamento Europeo.
Este partido político italiano perteneció a la coalición electoral El Olivo desde 1995 hasta 2001.
Así, en las elecciones generales de 1996 obtuvieron el 2,5 % de los votos que se tradujeron en 14 diputados y 14 senadores, el mejor resultado conseguido en la historia del partido. Y en mayo, participaron en el gobierno con Edoardo Ronchi como Ministro de Medio Ambiente y 4 Secretarías de Estado en el primer gobierno de Prodi.
La Federación obtiene de nuevo representación en las elecciones de 2006: 15 diputados (en solitario: 2,1 %) y 6 senadores (en la coalición Insieme con l'Unione con el Partido de los Comunistas Italianos y la Unión de Consumidores, que obtuvo el 4,2 % de los votos), colaborando de nuevo con Romano Prodi en su segundo gobierno con Pecoraro Scanio como ministro de Medio Ambiente y dos Secretarías de Estado.
Participan en las elecciones generales de 2008 en la coalición La Izquierda-Arcoiris, sin obtener representación parlamentaria pues esta no consigue alcanzar el mínimo para obtener representación en la cámara.
En 2011, la Federación y el partido Italia de los Valores convocaron un referéndum sobre la energía nuclear, la privatización del agua y la ley del legítimo impedimento ―uno de los escudos judiciales del primer ministro, Silvio Berlusconi― que se celebró el 13 de junio (el referéndum se había convocado antes del Accidente de Fukushima). La población rechazó todos los temas planteados con una participación superior al 50 % (y rechazos de en torno al 95 %) por lo que las consultas pasaron a ser vinculantes para el Gobierno, siendo un auténtico éxito pues hacia 15 años que no salía adelante un referéndum por no llegar al cuórum mínimo del 50%.

## Resultados electorales

### Elecciones nacionales
| Elecciones | Cámara      | Votos        | %   | Escaños |
| 1992       | Parlamento  | 1.093.995    | 2.8 | 16      |
| 1992       | Senado      | 1.022.558    | 3.0 | 4       |
| 1994       | Parlamento  | 1.047.268    | 2.7 | 11      |
| 1994       | Senado      | Progresistas | -   | 7       |
| 1996       | Parlamento  | 938.665      | 2.5 | 14      |
| 1996       | Senado      | El Olivo     | -   | 14      |
| 2001       | Parlamento  | 805.340      | 2.2 | 8       |
| 2001       | Senado      | El Olivo     | -   | 10      |
| 2006       | Parlamentoa | 783.944      | 2.1 | 16      |
| 2006       | Senadob     | 1.423.226    | 4.2 | 11      |
| 2008       | Parlamentoc | 1.124.298    | 3.0 | 0       |
| 2008       | Senadoc     | 1.053.154    | 3.2 | 0       |

- a. Las personas elegidas para el Parlamento fueron en realidad 15, más 1 elegida de la circunscripción en el extranjero.
- b. En la lista Insieme con l'Unione (con el Partido de los Comunistas Italianos y Consumidores Unidos)
- c. En la lista de la La Izquierda - El Arco Iris (con Refundación Comunista, el Partido de los Comunistas Italianos y la Izquierda Democrática),

### Elecciones alParlamento Europeo
A las elecciones de 1989 se presentaron por separado 2 partidos que más tarde se fusionarían para formar la Federazione dei Verdi: Verdi y Verdi Arcobaleno, obteniendo respectivamente 3 (Alexander Langer, Gianfranco Amendola y Enrico Falqui, 3.8% de los votos) y 2 eurodiputados (Maria Adelaide Aglietta y Virginio Bettini, 2.4% de los votos).
| Elecciones | Candidatura                   | Votos     | %    | Escaños | Eurodiputados                                                                                        |
| 1994       | Federación de los Verdes      | 1.047.681 | 3.1  | 3       | Carlo Ripa di Meana, Adelaide Aglietta y Alexander Langer, reemplazado a su muerte por Gianni Tamino |
| 1999       | Federación de los Verdes      | 548.987   | 1.8  | 2       | Giorgio Celli, Reinhold Messner                                                                      |
| 2004       | Federación de los Verdes      | 802.502   | 2.5  | 2       | Monica Frassoni, Sepp Kusstatscher                                                                   |
| 2009a      | Izquierda Ecología y Libertad | 958.458   | 3.12 | 0       | - |

aEn la coalición Izquierda y Libertad, no pudiendo sobrepasar el corte mínimo de 4% para obtener eurodiputados.